# Alfred Kattner
Joseph Linus Alfred Kattner (* 23. September 1896 in Schwiebus; † 1. Februar 1934 in Nowawes) war ein deutscher Parteifunktionär der KPD. Er war Kurier und Personenschützer des KPD-Vorsitzenden Ernst Thälmann sowie technischer Mitarbeiter des Nachrichtendienstes der KPD. Nach seiner Verhaftung am 3. März 1933 wurde er von der Gestapo brutal verhört und ließ sich unter dem psychischen Druck der Folter anwerben. Er war daraufhin unter anderem für die Verhaftung von Hermann Dünow und Karl Langowski verantwortlich. Von der illegalen KPD Anfang 1934 öffentlich als Verräter gebrandmarkt, wurde Kattner von Hans Schwarz im Auftrag des innerparteilichen Nachrichtendienstes ermordet.

## Leben
Der gelernte Tischler Alfred Kattner kam als Sohn des Maurers Johann Kattner und seiner Ehefrau Pauline, geborene Schulz, im niederschlesischen Schwiebus auf die Welt. Nach dem frühen Tod seiner Eltern zog er zu seinen Geschwistern nach Berlin. Kattner nahm von 1916 bis 1918 seinen Militärdienst in Jüterbog ab. Er wurde nach der Novemberrevolution Mitglied der Unabhängigen Sozialdemokratischen Partei Deutschlands und 1920 der Vereinigten Kommunistischen Partei Deutschlands. Im Oktober 1919 heiratete er Hedwig Vollmer. 1925 wurde er hauptamtlicher Mitarbeiter, zunächst in der Poststelle eingesetzt, der Organisationsabteilung des Zentralkomitees der KPD. Hier führte er unter dem Decknamen „Alfred“ neben den offiziell anfallenden Postaufgaben auch geheime Sonder- und Kuriertätigkeiten durch. Seit 1932 war er als technischer Mitarbeiter im Zentralsekretariat der Partei im Karl-Liebknecht-Haus in Berlin zunächst Herbert Wehner unterstellt, bis ihn Anfang 1933 der KPD-Vorsitzende Ernst Thälmann zu seinem persönlichen Begleitschutz, technischen Mitarbeiter und Geheimkurier einsetzte. In dieser Funktion begleitete er Thälmann auch zur Illegalen Tagung der KPD im Sporthaus Ziegenhals.

### Verhaftung
Im Zuge des Reichstagsbrandes am 27. Februar 1933 wechselte er, um den Verhaftungswellen der Politischen Polizei zu entgehen, mit seiner Familie die Wohnung. Er fand ein nur wenigen seiner Mitstreiter bekanntes Quartier in Nowawes, Husarenstraße 5. Als Kattner am 3. März 1933 verabredungsgemäß die konspirative Wohnung von Ernst Thälmann aufsuchte wurde er gegen 18.00 Uhr von den dort auf der Lauer liegenden Polizeibeamten verhaftet. Der KPD-Vorsitzende war dort bereits kurz zuvor festgenommen worden. Zunächst wurde Kattner im Polizeipräsidium am Alexanderplatz und bis Juni 1933 im Polizeigefängnis Spandau inhaftiert. Von hier wurde er in das KZ Sonnenburg verbracht. Im August 1933 wurde er zu erneuten Verhören in die Gestapo-Zentrale in der Prinz-Albrecht-Straße überführt. Sein Vernehmer war der Beamte der Politischen Polizei Karl Giering, späterer Leiter des „Sonderkommandos Rote Kapelle“ beim RSHA. Mit brutalen Verhörmethoden, Drohungen, durch Folter und Versprechungen gelang es den Gestapo-Beamten Kattner „umzudrehen“. Er gab Informationen über die KPD-Führung preis und erklärte sich zur Mitarbeit bereit. In der Folge wirkte Kattner an der Verhaftung des Thälmann-Nachfolgers John Schehr am 9. November 1933 mit. Wenige Tage später am 15. November durchsuchte die Gestapo erneut das Karl-Liebknecht-Haus und entdeckte, wahrscheinlich auf Hinweis von Kattner, zwei Verstecke mit Waffen und Munition sowie Akten der Parteileitung mit Angaben zu Funktionären und ihren Adressen.
Die Gestapo entließ Alfred Kattner am selben Tag mit dem Auftrag, Informationen aus dem Führungskreis der KPD zu erlangen und die Führungsspitze als geheimer Informant zu unterwandern. Dies wurde ihm leichtgemacht, obwohl Wehner Verdacht geschöpft hatte. Durch einen Kassiber von Thälmann erfuhr die Partei von einer Gegenüberstellung Kattners als Belastungszeuge im geplanten Thälmann-Prozess, auch gingen die Verhaftungen der Spitze des KPD-Nachrichtendienstes unter Hermann Dünow und Karl Langowski am 18. Dezember 1933 und von Rudolf Schwarz Anfang Januar 1934 offensichtlich auf Kattner zurück. Ebenso war der KPD bekannt geworden, dass der ehemalige Begleiter Thälmanns beim geplanten Prozess zu den Morden auf dem Bülowplatz aussagen sollte.

### Tod
Am 23. Dezember 1933 kam es im tschechischen Spindlermühle zu einem Treffen der illegalen Landesleitung und dem Abwehrressort der KPD, das den Anstoß zur Ermordung von Kattner bilden sollte, nachdem es der Abwehr nicht gelungen war, Kattner außer Landes in die Sowjetunion zu bringen. Im Januar 1934 wurde Kattner in der illegalen KPD-Zeitung Die Rote Fahne zusammen mit Helmuth Lass, Paul Grobis, Werner Kraus und Egon Nickel als Verräter angeprangert. Der Gestapo war inzwischen durch Aussagen von Rudolf Schwarz klar geworden, dass sie Kattner nicht länger als Lockspitzel einsetzen konnte, nachdem auf dem Treffen in Spindlermühle Kattner für die Verhaftung von Schehr und Dünow verantwortlich gemacht worden war. Bereits vor der Verhaftung von Rudolf Schwarz gab dieser den Auftrag zu Kattners Ermordung. Kurt Granzow und Hans Schwarz trafen mit der Unterstützung von Leo Roth dazu minutiöse Vorbereitungen. Hans Schwarz erschoss in Begleitung von Granzow am 1. Februar 1934 Kattner in dessen Nowaweser Wohnung (Husarenstraße 5).
Die Gestapo erschoss aus Vergeltung und zur Abschreckung der KPD vor weiteren Morden noch am gleichen Tag im benachbarten Düppeler Forst die kommunistischen Funktionäre John Schehr, Rudolf Schwarz, Erich Steinfurth und Eugen Schönhaar. Die Ermordung wurde anschließend im NS-Sprachgebrauch euphemistisch als Erschießung „auf der Flucht“ dargestellt. Die KPD nahm in der Folge auch Abstand von weiteren Fememorden, berief sich jedoch auf die Erkenntnis, dass nur eine Verbesserung der Konspiration gegen das Spitzelnetz der NS-Behörden und die organisatorischen Schwachstellen in den eigenen Reihen helfen würde. Der „Fall Kattner“ diente noch dem Ministerium für Staatssicherheit zu Schulungszwecken. Kattners Mörder, Hans Schwarz, entkam mit Hilfe von Roth über Prag in die Sowjetunion. Er wurde 1942 in der Slowakei verhaftet und der Gestapo übergeben, bei der er umfangreich zum Mord an Kattner aussagte. Dabei verriet er auch seinen Auftraggeber Granzow, der die Tat gestand und in Plötzensee hingerichtet wurde.